# 胡亚波
胡亚波（1970年2月—），男，湖北天门人，中华人民共和国政治人物。曾任武汉市人民政府常务副市长、中共十堰市委书记，现任中共荆门市委书记。

## 生平
1988年进入西安地质学院（2000年并入长安大学）学习。1992年在湖北省地质环境总站参加工作，历任技术员、助理工程师、团委书记、工程师、项目负责人、副站长、站长等职。1995年至1998年在中国地质大学工程学院环境地质专业在职学习，获工学硕士学位。
2003年，胡亚波通过公开选拔，成为副省级市市管副局级领导干部，就任武汉市建设委员会副主任。2005年2月至2007年1月，挂职任武汉市市政建设集团有限公司第二市政工程有限公司党委书记、副董事长。2006年，在职获中国地质大学（武汉）地质工程专业工学博士学位。同年还在华中科技大学出国人员英语强化培训班学习，年底在武汉市赴美国芝加哥伊利诺理工学院宏观经济管理培训班学习。
2007年4月，调任共青团武汉市委书记、党组书记。同年7月19日不再任武汉市建设委员会副主任。2008年2月20日，当选武汉市人大常委会委员。同年6月12日，当选中国共产主义青年团第十六届中央委员会委员。同年11月20日，在共青团武汉市第十四次代表大会当选新一届共青团武汉市委书记。
2010年7月30日，经中共湖北省委组织部研究同意，胡亚波任中共武汉市江夏区委副书记，提名为武汉市江夏区人民政府区长候选人。2011年1月当选区长，同年12月当选中共武汉市第十二届委员会委员。2013年12月17日，调任中共武汉市新洲区委书记。
2016年12月1日召开的中共新洲区委第五届委员会第一次全体会议上，胡亚波继续当选为区委书记。同月13日，也就是12天后，他调任中共武汉经济技术开发区工委书记、汉南区委书记。2017年1月25日，当选中共武汉市第十三届委员会常委。2018年初，因主政新洲区时留下的环境问题被予以诫勉。
2018年12月17日，任中共武汉市委常委、武汉市人民政府党组副书记（协助市长分管日常工作）、长江新城党工委书记。同年12月27日，任武汉市人民政府（常务）副市长。2019年，任武汉市第七届世界军人运动会执委会副主任兼秘书长。
2020年初，新型冠状病毒疫情在武汉肆虐之时，他多次在新闻发布会露面，通报疫情和防控工作最新进展情况，并曾在初期坦言“全市医疗物资供需矛盾十分突出”。2月7日晚，他代表武汉市委、市政府、全市人民向李文亮医生等死者表示哀悼。4月，任武汉市第七次全国人口普查领导小组组长。
2021年4月11日，任中共十堰市委书记。同日上午参加十堰市第27届健康跑活动。
2022年9月23日，任中共荆门市委书记。